# 霍高爾登
霍高爾登（Hovgården）是瑞典梅拉倫湖阿德爾索島（Adelsö）上一個考古遺址，位於埃克勒市镇。維京時期的梅拉倫地區十分繁盛，其8至10世紀間的中心是比爾卡，位於阿德爾索島以南的比約雪島（Björkö）上。霍高爾登相信是國王和族長統治的地方。霍高爾登和比爾卡在1993年名列聯合國教科文組織世界文化遺產。
霍爾高登位處羅曼式阿德爾索教堂西北的平原上，狹窄的裂谷往北伸延至叢林密佈的冰磧石。19世紀時有牧人在這些牧地上放牧，之後這地就沒有大變動，仍然完好保存着18世紀的農家庭院。

## 外部連結
- 比爾卡和霍高爾登──瑞典國家遺產署
- 比爾卡和霍高爾登 （页面存档备份，存于）──聯合國教科文組織